# Михнюк Ксенія Ісаківна
Ксе́нія Іса́ківна Михню́к, до шлюбу Борисю́к (нар. 23 лютого 1928 — пом. 30 грудня 2003) — українська працівниця сільського господарства, знана доярка, Герой Соціалістичної Праці, Мати-героїня.

## Біографія
Ксенія Ісаківна Борисюк народилась 23 лютого 1928 року в селі Просіка Ємільчинського району Житомирської області в селянській родині Борисюків Ісака Тихоновича та Устини Яківни. Працювала в рідному селі, одружилась з односельцем Михнюком Михайлом Лазаревичем, тут в сім'ї народила шестеро дітей.
1956 року родина переїхала в село Степове Первомайського району Миколаївської області. Влаштувалась на роботу в місцевий радгосп імені 25 Жовтня на свиноферму, а в 1957 році перейшла на молочно-товарну ферму. За результатами сьомої п'ятирічки отримала по 3600 кг молока від кожної корови.
Указом Президії Верховної Ради СРСР від 22 березня 1966 року Ксенії Михнюк присвоєно звання Героя Соціалістичної Праці.
Після смерті чоловіка залишилась з 9-ма дітьми на руках, проте продовжувала роботу. Одружившись вдруге з водієм радгоспу Федором Тихоновичем Одесюком, народила десяту дитину і отримала звання «Мати-героїня». Однією з перших в радгоспі застосувала апарати механічного доїння.
У 1973 році за самовіддану працю знана доярка нагороджена орденом Жовтневої Революції. Миколаївським обкомом партії та облвиконкомом встановлено приз імені Героя Соціалістичної Праці Михнюк для найкращих доярок області.
Після виходу на пенсію мешкала в селі Степовому разом з молодшою донькою. Померла 30 грудня 2003 року.

## Нагороди
- Золота медаль «Серп і Молот» Героя Соціалістичної Праці.
- орден «Мати-героїня»
- орден Леніна
- орден Жовтневої Революції
- орден «Материнська слава» 1 ступеня
- орден «Материнська слава» 2 ступеня
- орден «Материнська слава» 3 ступеня
- Медаль материнства 1 ступеня
- Медаль материнства 2 ступеня

## Діти
- Валентина Михайлівна (1945)
- Надія Михайлівна (1947)
- Марія Михайлівна (1949)
- Володимир Михайлович (1951)
- Світлана Михайлівна (1953)
- Леонід Михайлович (1955)
- Раїса Михайлівна (1957)
- Тетяна Михайлівна (1959)
- Любов Михайлівна (1961)
- Оксана Федорівна (1969)